# Francisc Fodor
Francisc Fodor (n. 16 septembrie 1926, Chileni -- d. 2000, Târgu Mureș) a fost un demnitar comunist român de origine maghiară. Francisc Fodor a fost de profesie medic și profesor universitar la Institutul de Medicină și Farmacie din Târgu Mureș.  